# Pingu - Un matrimonio speciale
Pingu - Un matrimonio speciale è un cortometraggio d'animazione italiano del 1997 diretto e sceneggiato dagli italo-tedeschi Seishi Katto e Javier García.

## Titolo originale
In Italia: Pingu - Un matrimonio speciale
In Svizzera: Pingu at the Wedding Party

## Paese di produzione
Italia, Svizzera

## Soggetto
Il film d'animazione è stato scritto dagli sceneggiatori Silvio Mazzola e Guido Weber.

## Musiche
La prima parte del lungometraggio e il finale sono stati girati in Italia, con le musiche di Andy Benedict in brani come Pingu al matrimonio; le scene finali sono state realizzate in liguria. Lo svolgimento centrale della vicenda è stato girato in Svizzera per scelta di Guido Weber e la colonna sonora è costituita dal brano Il riposo del Regalo di nozze.

## Distribuzione
L'opera è stata distribuita da Dall'Angelo Pictures.

## Le voci
Le voci erano di Carlo Bonomi (Pingu) e di Pietro Ubaldi (Pingj)